# Темурмаліцький район
Темурмалі́цький район (тадж. Ноҳияи Темурмалик) — адміністративна одиниця другого порядку в складі Хатлонської області Таджикистану. Центр — селище Бахманруд, розташоване за 25 км від Куляба.

## Географія
Район розташований у долині річки Кизилсу. На заході межує з Дангаринським, на півночі — з Нурецьким та Балджувонським, на півдні — з Восейським, на сході — з Ховалінзьким районами Хатлонської області.

## Адміністративний поділ
Адміністративно район поділяється на 1 селище Бахманруд та 6 джамоатів, яким підпорядковано 66 населених пунктів:
| Район                             | Площа, км² | Населення, осіб | Населення, осіб | Населення, осіб | Центр          | Населені пункти |
| Район                             | Площа, км² | 2009            | 2010            | 2011            | Центр          | Населені пункти |
| --------------------------------- | ---------- | --------------- | --------------- | --------------- | -------------- | --------------- |
| селище Бахманруд                  | -          | -               | -               | -               | Бахманруд      | 1 селище        |
| Чилчахський джамоат               | -          | -               | -               | 7345            | Чилча          | 14 сіл          |
| Кушктеппинський джамоат           | -          | -               | -               | 7452            | Кушкіяї-Мобайн | 19 сіл          |
| імені Саїдмуміна Рахімова джамоат | -          | -               | -               | 10585           | Казок          | 10 сіл          |
| Кангуртський джамоат              | -          | -               | -               | 8358            | Кангурт        | 10 сіл          |
| Хусайнободський джамоат           | -          | -               | -               | 6496            | Дусті          | 6 сіл           |
| Танобчинський джамоат             | -          | -               | -               | 6323            | Танобчі        | 7 сіл           |

## Історія
Район утворений 1930 року як Кзил-Мазарський, 1954 року перейменований на Совєтський, з 2004 року має сучасну назву і названий на честь середньовічного військового героя Темур-Маліка.